# Claveciterio

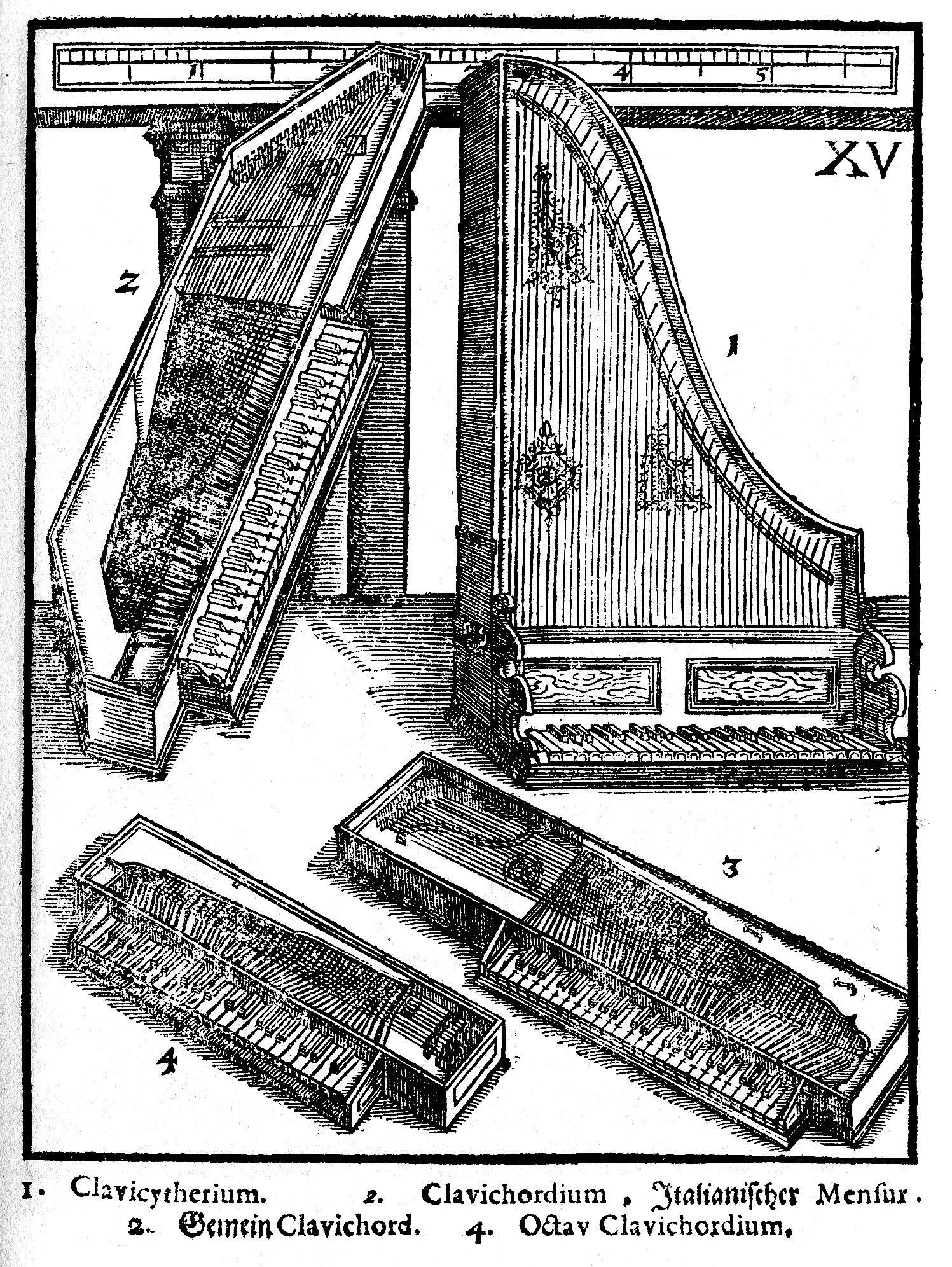
Claveciterio (arriba a la derecha)
Grabado de Syntagma musicum (Michael Praetorius, 1615-1619).

El claveciterio (del latín clavicytherium) es un instrumento musical de tecla y cuerda punteada, cuya caja acústica, aliforme como la del clavecín, está situada verticalmente. Fundamentalmente, se trata de un clave vertical.

## Funcionamiento
Un mecanismo de palancas, dispuestas en forma de Z, accionaba los martinetes ubicados de forma vertical con respecto al teclado; dichos martinetes pulsaban las cuerdas por la parte inferior.

## Historia
Los primeros modelos de este instrumento datan de finales del siglo XV, aunque se nombre no se registra hasta 1511 en el tratado de Sebastian Virdung. Un siglo después, en 1619, Michael Praetorius habla de un claveciterio considerablemente evolucionado con respecto al ejemplar de Virdung, y en su obra Theatrum instrumentorum de 1620 aparece más esbelto. Athanasius Kircher muestra otro claveciterio en 1650, aunque con una base de mayor tamaño. A finales del siglo XVI la mayoría de los claveciterios poseían cuerda doble. Una de las principales ventajas de este instrumento era el ahorro de espacio, por lo que su principal destino fue la música doméstica. 
La disposición que presenta la caja armónica es un antecedente del piano girafe o piano pyramidal, cuyos modelos tuvieron su época de esplendor a partir de la última década del siglo XVIII y principios del siguiente. Este instrumento renacentista tuvo una pronta implantación en toda Europa y fueron numerosos los artesanos que se dedicaron a la construcción de este instrumento. Uno de los modelos más conocidos de este clave vertical se debe a l francés Albert Delin, que se dedicó en su taller de Tournai a la fabricación de estos instrumentos; se conserva en el Museo Instrumental de Bruselas y está fechado en 1751. 
Un instrumento análogo al claveciterio, ideado a mediados del siglo XVIII en Polonia, fue denominado colison.